# 447 Valentine
447 Valentine eller 1899 ES är en asteroid i huvudbältet, som upptäcktes 27 oktober 1899 av de tyska astronomerna Max Wolf och Friedrich Karl Arnold Schwassmann i Heidelberg. Den är uppkallad efter Valentine Noëmi von Rothschild.
Asteroiden har en diameter på ungefär 85 kilometer.